# Kamilló Lendvay
Kamilló Lendvay (Boedapest, 28 december 1928 – 30 november 2016) was een Hongaars componist, dirigent en muziekpedagoog.

## Levensloop
Lendvay studeerde aan de Ferenc Liszt-Akademie voor muziek te Boedapest bij János Viski. Nadat hij in 1957 afstudeerde, kreeg hij een baan als dirigent, artistiek leider en koordirigent aan de Szeged Opera te Szeged, Hongarije. Hij maakte zich in deze tijd ook vertrouwd met de vocale muziek. Zo is het niet verwonderlijk, dat zich in zijn oeuvre ook een groot aantal vocale werken bevindt, zoals het oratorium Orogenesis (1970), de cantate Pro Libertate (1975) en Joseph en zijn broers, een grote cantate voor sopraan, bassolo en orkest (1978-1981)
De Hongaarse televisie gaf hem de opdracht om twee opera's te schrijven. The Magic Chair was het eerste werk dat in de operaserie Hungarian TV Music Theatre in 1972 werd uitgezonden. Dit werk werd in 1978 gevolgd door The Respectable Prostitute gebaseerd op het toneelstuk van Jean Paul Sartre. Deze televisieopera's werden ook in het theater uitgevoerd zoals in Görlitz en Zittau in de toenmalige DDR in 1975 en in 1983 in Parijs.
In 1989 kreeg hij de opdracht om een werk voor het Festival d'Art Sacré te Parijs te schrijven en dat werd Via Crucis. Eveneens een opdrachtwerk was het Stabat Mater, dat op het Forum des Orgues in 1991 in Parijs in première ging.
Kamilló Lendvay was emeritus-hoogleraar van de Ferenc Liszt-Akademie voor muziek te Boedapest. Voor zijn werken werden hem binnen- en buitenlandse prijzen en onderscheidingen toegekend, zoals de Ferenc Erkel-Composer-Prize in 1960, 1962 en 1978, de Merited Artist of the Hungarian Republic in 1981, de Outstanding Artist of the Hungarian Republic in 1996, de Bartók-Pásztory Prize in 1989, de Trieste International Composer Competition in 1975 voor zijn Pezzo Concertato, de Grand Prix International du Disque Lyrique 1979 voor The Respectable Prostitute en de Kossuth Prize in 1998.

## Composities

### Werken voor orkest
- 1958 Tragikus nyitány - Tragische Overture
- 1958 Mauthausen symfonisch gedicht voor orkest
- 1961 A Rendíthetetlen ólomkatona - The Unyielding Tin Soldier  suite naar een sprookje van Hans Christian Andersen met spreker en orkest
- 1962 Concerto No. 1 voor viool en orkest
  1. Andante cantabile
  2. Largo sostenuto
  3. Presto
- 1966 Four Invocations voor orkest
- 1974 Expressions voor 11 strijkers - Kifejezések 11 vonósra voor 6 violen, 2 altviolen, 2 celli en contrabas
  1. Allegro risoluto
  2. Lento
  3. Rubato, quasi improvisando
  4. Adagio
  5. Vivace
- 1975 Pezzo Concertato voor cello en orkest
- 1979 Metamorphosis of a Cimbalom Piece voor fluit, hobo, klarinet, fagot, hoorn, percussie, piano, viool, altviool, cello en contrabas
- 1980 The Harmony of Silence voor orkest
- 1986 Concerto No. 2 voor viool en orkest
- 1986 Concertino semplice voor cimbalom en kamerstrijkorkest
  1. Allegro molto energico
  2. Lento, poco rubato
  3. Molto vivace
- 1988 Chaconne voor orkest
- 1991 Double Concerto voor viool, cimbalom en strijkorkest
- 1994 Rondo voor twee trompetten en orkest
- 1995 Musica la dolce - una serenata per archi voor strijkers
  1. Allegro, poco sostenuto e pesante
  2. Lento assai
  3. Molto vivace
- 1996 Concerto  for sopraansaxofoon, orkest en 12 vrouwenstemmen
- 1997 Rhapsody voor orkest
- 2000 Concerto voor piano en orkest
- 2000 Concerto voor piano en orkest
  1. Allegro moderato
  2. Lento e quieto
  3. Allegro risoluto, molto energico

### Werken voor harmonieorkest
- 1952 Mesemondó Tánc - Story-Telling Dance voor symfonisch blaasorkest
- 1956 Kis szvit - Little Suite voor symfonisch blaasorkest
- 1959 Concertino zongorára (1959 versie) Concertino voor piano, blazers, percussie en harp
  1. Allegretto
  2. Adagio cantabile
  3. Allegro furioso
- 1960 Három farsangi maszk - Three Carnival Masks voor symfonisch blaasorkest
  1. Allegro furioso
  2. Andante moderato, quasi marcia
  3. Andante maestoso e presto
- 1982 Concertino zongorára (1982 versie) Concertino piano, blazers, percussie en harp
  1. Allegretto
  2. Adagio cantabile
  3. Allegro furioso
- 1984 Ünnepi Játék Nyitány - Festival overture voor harmonieorkest  (voor Festliche Musiktage 1985 in Uster, Zwitserland)
- 1990 Concerto voor trompet en harmonieorkest
  1. Senza Sordina
  2. Intermezzo Lirico
  3. Rondo in Modo Classico
- 1994 Csajkovszkij mester utolsó üzenete - The Last Message from Maestro Tchaikovsky voor harmonieorkest
- 1996 Second Suite voor harmonieorkest (voor Festliche Musiktage 1996 te Uster, Zwitserland)
  1. Postcard to L.M.
  2. A romantic story to R.J.
  3. Almost Hidas
  4. Polka to J.C.
  5. Finale to F.H.

### Kamermuziek
- 1955 Rhapsody voor viool en piano
- 1963 Strijkkwartet
- 1965 Four duos voor fluit en piano
- 1969 Concerto voor kamerensemble
- 1975 Disposizioni voor cimbalom
- 1979 Fifthmusic for violoncello cello solo (opdracht van The 1980 International Casals Cello Competition)
- 1979 Five Arrogant Ideas voor kopersextet (3 trompetten, 2 trombones, tuba)
  1. "Boccacce", giocoso
  2. "Con sentimento" quieto
  3. "Fox-trott, allegretto
  4. "Flicorno romantico", cantabile, poco rubato
  5. "Finalissimo", vivace
- 1981 Five Movements In Quotation Marks voor trompet, hoorn en tuba

Five hommages:
- 1. Igor Stravinski
  2. Count Basie
  3. Johann Strauß
  4. Robert Stolz
  5. for myself
- 1983 Senza sordina voor trompet en piano
- 1985 24 Duos voor 2 violen of viool en altviool
- 1986 Further Eight Arrogant Ideas voor koperkwintet
  1. Intrada
  2. Ah, Tristan!
  3. Intermezzino
  4. Replika
  5. Tango
  6. Polkissimo
  7. Ah, ein Mädchen!
  8. Summa
- 1986 Variazioni con tema voor trompet en orgel
- 1987 Respectfully yours, Mr. Goodman voor klarinet solo
- 1993 Third play voor fluit en piano
- 1993 The Cricket, the Ant and the Others voor spreker en kamerensemble
- 1994 Three Movements voor fagot en piano
  1. Allegro giocoso
  2. Lento, libero, senza misura
  3. Vivo giocoso
- 1995 Tanulmány (Etude) voor altviool solo
- 1997 Sotto Voce No. 3 - In memoriam Claude Achille Debussy voor cimbalom, klarinet en fagot
- 1999 Seven Short Pieces voor twee celli
  1. Menuetto / Introduction
  2. Dal / Song
  3. Csevegés / Chat
  4. Puzzle
  5. Lavotta verbunkja / Recruiting of Lavotta
  6. Ősz / Autumn
  7. Sietős / Hurriedly
- 2000 Double Play voor twee cimbaloms

### Missen, cantates, oratoria en geestelijke muziek
- 1970 Orogenesis oratorium voor sopraan, alt, 2 tenoren, bas solo, spreker, gemengd koor en orkest - tekst: (Hongaars/Engels) Gyula Urbán
- 1970 Cart-drive into the Night cantate voor zang en kamerensemble (fluit, altfluit, basklarinet, harp, piano, percussie, altviool en contrabas) - tekst: (Engels) Endre Ady
  1. Gentle, Evening Prayer
  2. Cart-Drive into the Night
  3. Murmur from an Ice Pit
  4. If We Met Dead
- 1975 Pro Libertate cantate voor solisten (tenor en bariton) mannenkoor en orkest - tekst (Hongaars): Briefen en andere documentaties uit de periode van de Hongaarse bevreidingsoorlog
- 1981 Scenes cantate van de Thomas Mann tetralogie: Joseph und seine Brüder voor sopraan en basbariton solo en orkest - tekst (Duits): Thomas Mann
  1. Rachels ungeduldige Liebeserklärung
  2. Jakob tröstet Rachel
  3. Rachels Abschied
- 1989 Via crucis oratorium voor sopraan, alt, tenor, bas solo, kamerkoor en orkest - tekst (Latijn): Latijnse liturgie
- 1991 Stabat Mater oratorium voor mezzosopraan solo, gemengd koor en orkest -tekst: Latijnse liturgie Verlain uit Sagesse
  1. Stabat mater
  2. Cuius animam
  3. O quam tristis
  4. Quis est homo
  5. "Je ne veux plus aimer..."
  6. Fac me tecum
  7. "Je ne veux plus penser..."
  8. Quando corpus morietur
- 1994 Die Himmlische Stadt - Zitate aus der Offenbarung des Johannes voor basbariton solo, gemengd koor, cello solo en orkest - tekst (Hongaars/Duits/Engels): uit de Bijbel
- 2003 Requiem voor sopraan solo, gemengd koor en orkest 
  1. Requiem
  2. Kyrie
  3. Dies Irae

### Toneelmuziek
- 1972 A Bűvös szék - The magic chair opera - libretto: Gábor Devecseri, Kamilló Lendvay, gebaseerd op het gelijknaamige werk van Frigyes Karinthy
- 1978 The Respectable Prostitute - La prostituée respectuese opera in een bedrijf - libretto (Frans/Engels/Duits): Jean-Paul Sartre

### Vocaalmuziek met instrumenten
- 1999 Chansons de la Foret - Songs of the Forest voor bariton/mezzosopraan solo, piano, fluit en cello - tekst (Frans): Lucian Blaga
  1. La chene (A tölgy)
  2. Le chanson du vent (A szél muzsikája)
  3. Par le grand passage (A nagy elmúlásban)

### Werken voor piano
- 1983 As You Like It voor twee piano's
- 1995 SIX B. TO B. voor piano
  1. Harried Steps
  2. Chimes
  3. Hesitand March
  4. Song
  5. Meditation
  6. The War of the Ants

### Werken voor orgel
- 1986 Variazioni con tema (Zie Werken voor kamermuziek)

- Bibliothèque nationale de France: cb138020907 (data)
- CiNii: DA16220924
- Gemeinsame Normdatei: 12956804X
- International Standard Name Identifier: 0000 0001 0968 5366
- Library of Congress Control Number: no91023588
- MusicBrainz: 5443688a-4555-42f7-a6bc-3f0d2084ee69
- Nationale Bibliotheek van Tsjechië: xx0099658
- Nationale Bibliotheek van Israël: 987007264299405171
- Nederlandse Thesaurus van Auteursnamen: 298348322
- SNAC: w6fn4bv8
- Système universitaire de documentation: 136350054
- Virtual International Authority File: 45385527
- WorldCat: E39PBJyX4FRBVbtMjCJv6g7bVC